# Glochidion geoffrayi
Glochidion geoffrayi är en emblikaväxtart som beskrevs av Lucien Beille. Glochidion geoffrayi ingår i släktet Glochidion och familjen emblikaväxter.
Artens utbredningsområde är Kambodja. Inga underarter finns listade i Catalogue of Life.